# Episodi di The Purge (prima stagione)
La prima stagione della serie televisiva The Purge, composta da dieci episodi, è stata trasmessa negli Stati Uniti d'America in simulcast su Syfy e USA Network dal 4 settembre al 6 novembre 2018.
In Italia, la stagione è stata distribuita su Amazon Video dal 5 settembre 2018, in versione originale e dal 23 novembre 2018, in lingua italiana.
| n° | Titolo originale      | Titolo italiano                  | Prima TV USA      | Pubblicazione Italia |
| -- | --------------------- | -------------------------------- | ----------------- | -------------------- |
| 1  | What Is America?      | Che cos'è l'America?             | 4 settembre 2018  | 23 novembre 2018     |
| 2  | Take What's Yours     | Prenditi quello che è tuo        | 11 settembre 2018 | 23 novembre 2018     |
| 3  | The Urge to Purge     | L'urgenza di Purificare          | 18 settembre 2018 | 23 novembre 2018     |
| 4  | Release the Beast     | Liberate la bestia               | 25 settembre 2018 | 23 novembre 2018     |
| 5  | Rise Up               | Ribellarsi                       | 2 ottobre 2018    | 23 novembre 2018     |
| 6  | The Forgotten         | I dimenticati                    | 9 ottobre 2018    | 23 novembre 2018     |
| 7  | Lovely Dark and Deep  | Dolce, oscuro e profondo         | 16 ottobre 2018   | 23 novembre 2018     |
| 8  | Giving Time Is Here   | Il tempo dell'offerta è arrivato | 23 ottobre 2018   | 23 novembre 2018     |
| 9  | They Will Participate | Io parteciperò                   | 30 ottobre 2018   | 23 novembre 2018     |
| 10 | A Nation Reborn       | Una nazione risorta              | 6 novembre 2018   | 23 novembre 2018     |

## Che cos'è l'America?
- Titolo originale: What Is America?
- Diretto da: Anthony Hemingway
- Scritto da: James DeMonaco

### Trama
A poche ore dall'inizio dello sfogo annuale, vengono presentati i personaggi che seguiremo nel corso della serie.
Jane Barbour è la manager di un'azienda che, dopo aver fatto visita in ospedale alla madre malata, passerà la notte in ufficio, insieme a diversi suoi collaboratori che hanno deciso di rinunciare allo sfogo, per chiudere una pratica importante prima del mattino. Tra i vari colleghi presenti ci sono anche Paul e Allison, entrambi in lizza per la posizione di vice manager. Dopo che l'intero gruppo riceve un videomessaggio di incoraggiamento da David, presidente dell'azienda, Jane scende nei sotterranei del palazzo, nonostante il piano dove si trova il suo ufficio sia l'unico messo in sicurezza; attende il suono delle sirene, poi apre una porta dell'edificio a una donna, a cui consegna una mazzetta di banconote e da cui riceve l'istruzione di seguirla tramite un'apposita app, dato che, essendo Jane la terza in ordine, potrebbero volerci molte ore perché sia il suo turno.
Rick e Jenna Betancourt sono una giovane coppia che passerà lo sfogo a una sontuosa festa a casa degli Stanton, una famiglia dell'alta società con cui i due sperano di chiudere un importante affare, in modo da ottenere i soldi per poter aiutare i meno fortunati costruendo edifici a basso prezzo nei quartieri periferici della città. Arrivati a casa Stanton, i due si sentono fuori posto; Jenna assiste al rimprovero di una delle cameriere da parte della padrona di casa, dopodiché, con la scusa di un analgesico, inizia a chiacchierare con la stessa cameriera, di nome Catalina, dichiarando di non sentire di appartenere a quel tipo di ambiente. All'inizio dello sfogo, dopo un breve discorso dei padroni di casa sull'importanza della violenza e sul ruolo fondamentale che i Nuovi Padri Fondatori hanno avuto per il paese, ai numerosi partecipanti vengono consegnate maschere che raffigurano il viso di famosi serial killer, per poter celebrare i primi che hanno utilizzato la violenza come forma di libertà. Rick e Jenna, inoltre, scoprono che alla festa, a differenza di quanto pensavano, è presente anche Lila, figlia degli Stanton, con cui la coppia aveva avuto una storia d'amore a tre in passato.
Miguel Guerrero è un ex-marine che, appena tornato in città, si mette alla ricerca della sorella Penelope, da cui ha ricevuto una lettera di addio. Visita per prima cosa un centro di recupero per tossicodipendenti, dove scopre, grazie alla compiacenza della segretaria, che la sorella è stata dimessa e che le dimissioni sono state firmate da un certo Henry. Dopo aver torchiato uno degli scagnozzi di Henry, Miguel riesce a farsi portare da questo nel loro covo, dove trova altri due scagnozzi e una ragazza legata, che viene tenuta lì in preparazione della festa che ci sarebbe stata la sera. Dopo una breve lotta in cui riesce a mettere fuori combattimento gli scagnozzi di Henry, Miguel libera la ragazza, che gli rivela di sapere dove si trova sua sorella. Penelope si è unita a una setta la cui leader, Tavis, sceglie persone che hanno avuto una vita peccaminosa affinché si facciano uccidere dai partecipanti allo sfogo, così da purificare i propri peccati e andare in pace verso "l'Invisibile", aiutando nel contempo le persone a sfogare la loro rabbia. Penelope è decisa a sacrificarsi anche per ricordare i genitori, morti nello sfogo anni prima. Miguel raggiunge il luogo di culto della setta, solo per scoprire che la leader, insieme a diversi ragazzi, ha lasciato l'edificio a bordo di uno scuolabus dipinto di azzurro: durante lo sfogo girerà per la città alla ricerca di persone a cui far sacrificare i suoi adepti. Miguel, quindi, si mette in macchina e inizia a girare per le vie della città alla ricerca dello scuolabus azzurro, che sta effettuando la sua prima fermata: Arthur, uno dei ragazzi, viene consegnato a un gruppo di uomini che lo massacrano sotto gli occhi dei suoi compagni.

## Prenditi quello che è tuo
- Titolo originale: Take What's Yours
- Diretto da: Anthony Hemingway
- Scritto da: Thomas Kelly

### Trama
L'episodio si apre seguendo un misterioso uomo con una maschera di metallo che si prepara allo sfogo: mentre ascolta un discorso motivazionale di Bobby Sheridan, raccoglie alcuni attrezzi in una cassetta e carica numerosi fucili su un furgone blindato. Dopodiché, si mette alla guida, seguendo alcune persone con un rilevatore GPS.
Jane torna al lavoro, ma fatica a concentrarsi, divisa tra il seguire tramite l'app la donna che ha pagato e numerosi flashback in cui ricorda di come non venisse valorizzata dal suo capo, che le assegnava i compiti più onerosi (obbligandola anche a lavorare la notte di Natale) e che favoriva la collega Anja, più nuova ma più intraprendente e anche disposta a cedere alle sue avance. Avendo approfittato della sua assenza per sbirciare nel suo computer, Allison parla con Jane del fatto che lei avrebbe desiderio di purificare qualcuno e che se qualcuno non ne fosse in grado, potrebbe sempre pagare qualcun altro per farlo al suo posto. Nell'ultimo flashback, Jane ricorda di quando ha incontrato Bracka, la donna a cui poco prima ha consegnato i soldi, proprio per assegnarle il compito di purificare qualcuno al posto suo.
Dopo aver cercato di evitarla, Rick e Jenna parlano, separatamente, con Lila, che li rassicura sul fatto che non porti rancore per loro e che, anzi, ha messo una buona parola con il padre, perché investa nella loro società. Durante la festa, i partecipanti guardano in TV un programma dove alcune vittime sono obbligate a partecipare a un percorso a ostacoli, pena la morte; guarderanno in diretta la sfida che Miguel sta compiendo per salvarsi la vita e poter continuare nella sua missione. In seguito, mentre Rick è impegnato a parlare di affari con gli altri partecipanti alla festa, Jenna e Lila si incontrano in piscina, dove si scambiano un bacio.
Dopo aver assistito a diverse scene di violenza per le strade della città, Miguel incontra due volontari che prestano le prime cure a chi viene ferito durante la notte; li aiuta a curare un ferito e riceve il consiglio di recarsi al locale di Pete lo Sbirro per ottenere l'aiuto che cerca. Lungo il percorso, però, viene catturato da un gruppo di persone al soldo di Otis, un uomo che lo obbliga a competere in una macabra sfida: se riuscirà, completamente disarmato, a completare un percorso a ostacoli, vincerà un'automobile potenziata nuova di zecca. Grazie alla sua esperienza come marine, Miguel, seppur ferito, riesce a sconfiggere tutti i nemici e a portare a termine il percorso; in seguito, raggiunge la Cantina, il bar di Pete lo Sbirro, che però, inizialmente, è restio a fornirgli il suo aiuto. Nel mentre, Penelope tenta di rassicurare la sua amica Melissa, che, dopo aver assistito al sacrificio di Arthur, inizia ad avere dubbi su quello che sta facendo. Melissa viene selezionata per essere il prossimo sacrificio, ma ha una crisi di panico e si rifiuta di proseguire; Penelope si offre di andare al suo posto, ma la leader rifiuta, obbligando Melissa a scendere dallo scuolabus, dove viene trascinata via da alcuni partecipanti allo sfogo. Penelope, dal finestrino, guarda la scena con orrore.

## L'urgenza di Purificare
- Titolo originale: The Urge to Purge
- Diretto da: David Von Ancken
- Scritto da: Mick Betancourt

### Trama
Jane e i suoi colleghi concludono l'affare con successo, ma lei è molto agitata, dal momento che non riesce più a seguire Bracka tramite l'app che le aveva consigliato, non sapendo quindi se il suo piano stia andando a buon fine. Inoltre, poco prima di iniziare i festeggiamenti, il team di lavoro riceve una chiamata dal loro capo, che rimprovera la stessa Jane di non averlo informato subito degli sviluppi della situazione. Successivamente, durante la festa, Allison nota che Paul dialoga con Jane in disparte; sebbene questo le stia dicendo che accetterà un'eventuale promozione di Allison con serenità e che rimarrà fedele all'azienda in qualunque caso, la stessa Allison, con la scusa di consumare un rapporto sessuale, lo conduce in un altro ufficio, dove lo uccide con un paio di forbici, venendo poi sorpresa da Jane, a cui chiede se, a quel punto, possa essere promossa.
Dopo aver baciato Lila, Jenna la respinge e le comunica di essere incinta, provocando il suo pianto. Poco dopo, Rick e Jenna vengono chiamati nello studio del signor Stanton per discutere del loro affare: sebbene lui non condivida la loro idea di fare del bene, considera validi i loro obiettivi e il loro business plan, per cui, dopo una breve contrattazione, decide di investire 75 milioni di dollari nella loro azienda. Per festeggiare la buona riuscita dell'accordo, offre loro di uccidere un suo dipendente che aveva sorpreso a rubare nei cantieri in cui lavorava. Jenna rifiuta categoricamente, mentre Rick prende la pistola offertagli dal signor Stanton, non portando però a termine l'omicidio, anche in seguito all'insistenza della moglie nel farlo desistere. Il signor Stanton uccide il suo dipendente davanti ai loro occhi; i due, tornati alla festa, sono molto spaventati e Jenna convince il marito a rifiutare l'investimento appena ottenuto.
Dopo aver scoperto che Miguel ha vinto la sfida di Otis, Pete lo Sbirro decide di aiutarlo in cambio dell'auto che aveva ottenuto come premio e gli mostra il percorso che lo scuolabus azzurro segue tutti gli anni; grazie ad alcune telecamere sparse per la città, Miguel scopre dove si trova lo scuolabus e si mette in cammino per intercettarlo, venendo aiutato da due giornalisti mandati da Pete, che gli danno un passaggio sul loro furgone. Dopo aver assistito all'omicidio dell'amica Melissa, Penelope inizia a nutrire dei dubbi sulla buona fede della leader e sulla situazione che sta vivendo, anche grazie al ricordo dei suoi genitori, che erano stati uccisi davanti agli occhi dei figli durante il primo sfogo avvenuto a Staten Island anni prima. Essendo giunto il suo turno, Penelope viene consegnata a un gruppo di uomini vestiti da suore, che si limitano a chiuderla in un sacco e a portarla via. Miguel, lungo il suo cammino, incontra proprio questo gruppo di uomini ma, ignorando il fatto che Penelope sia con loro, si fa indicare la strada per raggiungere lo scuolabus azzurro. Una volta trovatolo, minaccia la leader per farsi dire dove sia Penelope, ma questa gli comunica che è arrivato tardi e che Penelope è stata portata via.
Il misterioso uomo con la maschera di metallo si introduce nella casa di una donna e le salva la vita uccidendo due uomini che stavano per violentarla. Poi, la invita a seguirlo sul suo furgone blindato per essere più al sicuro.

## Liberate la bestia
- Titolo originale: Release the Beast
- Diretto da: Clark Johnson
- Scritto da: Krystal Houghton Ziv

### Trama
Dopo aver assistito all'omicidio di Paul, Jane rimprovera Allison per quello che ha fatto; questa si giustifica dicendo che ne ha il diritto, e rinfacciando alla stessa Jane di aver scoperto che anche lei parteciperà, seppur indirettamente, allo sfogo, avendo pagato qualcuno per farlo al posto suo. Jane si rende conto di quello che ha causato e prova a chiamare Bracka per annullare la sua richiesta, senza però riuscirci. Dopo aver provato inutilmente a chiamare sia il suo capo che sua madre, Jane, armatasi di un martello, decide di uscire dall'edificio per fermare Bracka personalmente. Poco dopo, viene aggredita lungo la strada da un uomo che cerca di violentarla, ma viene salvata all'ultimo dalle Protettrici, un gruppo di donne che, durante lo sfogo, gira per la città a bordo di un camper per salvaguardare le altre donne dalle violenze commesse dagli uomini nei loro confronti. Jane si unisce a loro, chiedendo di essere portata a casa di un amico.
Durante la festa, Rick ha perso di vista Jenna; questa, infatti, si è appartata in una stanza con Lila, che la conforta dopo aver saputo dell'omicidio a cui aveva appena assistito. In alcuni flashback ci viene mostrato come Jenna e Rick avessero deciso di introdurre Lila nel loro rapporto per superare una crisi matrimoniale, ma anche come avessero deciso di non avere mai rapporti sessuali con lei senza l'altro partner. Lila confessa a Jenna di essere ancora innamorata di lei e che anche lei non sente di appartenere al mondo dell'alta società, ma che rimane legata alla sua famiglia solo per poter sfruttare i soldi del padre per fare del bene. Dopo che Lila propone a Jenna di riprendere la loro relazione, Jenna decide di tornare nel salone della festa: vedendole tornare insieme, Rick pensa che le due abbiano consumato un rapporto sessuale, come già era avvenuto in passato. L'uomo dà il via a un litigio, che viene però interrotto dal padrone di casa, che introduce una delle attività della serata; mentre il signor Stanton invita Rick a seguirlo nel salone, Jenna si attarda a guardare Lila che torna nella sua stanza. In quel momento, Catalina, la cameriera con cui aveva parlato poche ore prima, la prende da parte e le dice che deve andarsene subito.
Penelope viene portata alla Fiera del Massacro, una sorta di luna park in cui gli avventori possono partecipare a vari giochi e attività dove hanno la possibilità di uccidere delle persone in diversi modi. La ragazza viene chiusa in una gabbia insieme ad altri prigionieri, tra cui un uomo molto anziano che la scambia per sua nipote e che cerca salvarla da morte certa. Le guardie intervengono e mettono all'asta entrambi: prima l'uomo, che viene comprato per pochi dollari, e in seguito Penelope che viene acquistata da Henry. Alla vista del suo compratore, la ragazza urla in preda al panico. Nel mentre Miguel torna al bar di Pete lo Sbirro; una volta appreso che Penelope è stata presa dal gruppo di uomini vestiti da suore, Pete, essendosi affezionato alla sua storia, decide di aiutare Miguel gratuitamente e gli presenta Rex, uno dei pochi in grado di introdurlo alla Fiera del Massacro. Durante il viaggio verso la Fiera, Rex e Miguel parlano del più e del meno, finché Miguel non sente dei colpi e delle grida provenire dal bagagliaio: capisce quindi che Rex è un predatore, cioè qualcuno che durante lo sfogo cattura persone per soldi.
Il misterioso uomo con la maschera di metallo entra in un supermercato alla ricerca di due persone. Avendole trovate morte, scoppia in un pianto rabbioso e disperato, urlando che non sarebbe dovuta andare in quel modo.

## Ribellarsi
- Titolo originale: Rise Up
- Diretto da: Julius Ramsay
- Scritto da: Jamie Chan

### Trama
Il gruppo delle Protettrici spiega a Jane la sua filosofia e i suoi principi, per poi fermarsi lungo la strada per salvare una donna vittima di violenza coniugale che le ha chiamate chiedendo aiuto. Jane assiste al salvataggio della donna: dopo averla messa al sicuro e aver immobilizzato il marito, il gruppo vorrebbe marchiarlo a fuoco con la scritta PIG, in modo che tutti sappiano di che persona si tratta. Jane si oppone e, in seguito a una discussione con le componenti del gruppo, le abbandona, recandosi nel parcheggio dell'edificio. Lì, prende possesso della macchina dell'uomo, ma la leader delle Protettrici le si para davanti mentre sta per andarsene: la sua intenzione era soltanto quella di lasciarle il loro biglietto da visita, in modo che avrebbe potuto chiamarle se avesse avuto bisogno di aiuto. Jane raggiunge finalmente la casa del suo capo David e, dopo aver chiamato la madre per salutarla, suona il campanello e viene lasciata entrare.
Mentre Rick viene coinvolto dal signor Stanton e lo segue nel salone della festa, Jenna si reca al piano superiore per avvisare Lila del pericolo imminente. Il signor Stanton prova a convincere Rick a entrare a far parte dei Nuovi Padri Fondatori, di cui è membro e sostenitore egli stesso; dopodiché, presenta il "dono" che ha voluto fare ai suoi ospiti: grazie a dei preziosi pugnali distribuiti dalla servitù, potranno uccidere tre senzatetto acquistati per l'occasione. Rick sottrae uno dei pugnali e si reca alla ricerca di Jenna: poco dopo averla trovata, la villa viene presa d'assalto da una milizia armata contraria alle idee dei Nuovi Padri Fondatori. Mentre nel salone gli invitati vengono uccisi dai miliziani, Rick e Jenna scappano attraverso la cantina, aiutati da Catalina, anch'essa una miliziana, che apre per loro la porta verso l'esterno. Prima di fuggire, Jenna raccomanda a Catalina di non uccidere Lila, dato che non condivide le idee del padre, ma la risposta che ottiene è che nessuno Stanton è al sicuro.
Rex spiega a Miguel che si guadagna da vivere catturando e rivendendo persone, destinate a diventare vittime durante lo sfogo. Miguel sembra accettare questa cosa, ma, una volta arrivati alla Fiera del Massacro, riesce a tramortire Rex e a liberare i suoi prigionieri. Tramite il pass del predatore, entra alla Fiera e rivende lo stesso Rex come vittima. Nel mentre, Penelope viene portata da Henry in una tenda, dove questo intende torturarla e bruciarla viva. Tramite alcuni flashback scopriamo che Henry è un tossicodipendente e spacciatore di crac, nonché ex-fidanzato di Penelope. Miguel, che non approvava la relazione della sorella, per proteggerla aveva aggredito Henry, causandogli la perdita di un occhio. In seguito, Miguel si era arruolato nei Marines, mentre Penelope, ormai rimasta completamente sola, era stata avvicinata da Tavis, in realtà un'assistente sociale.  Alla Fiera del Massacro, Rex viene riconosciuto da una delle guardie e liberato, mentre Miguel viene catturato proprio mentre stava per raggiungere la tenda di Penelope. Vedendo la scena, Henry si offre di comprare anche lui.
L'uomo misterioso con la maschera di metallo raggiunge, con il suo furgone, un edificio abbandonato, dove tre ragazzi stanno picchiando un senzatetto. L'uomo scende e si appresta a iniziare uno scontro con i tre ragazzi.

## I dimenticati
- Titolo originale: The Forgotten
- Diretto da: Nina Lopez-Corrado
- Scritto da: Jeremy Robbins

### Trama
L'uomo con la maschera di metallo riesce a mettere fuori combattimento i tre ragazzi e quindi ad aiutare la persona che avevano preso di mira, caricandola sul suo furgone. In un flashback, scopriamo che l'uomo misterioso è Joe Owens, una persona come tante che lavorava in fabbrica come operaio, svolgendo anche il ruolo di sindacalista. Una mattina, Joe aveva raccontato al padre, che lavorava con lui, che la donna con cui aveva appuntamento la sera precedente non si era presentata; a fine turno, il padre aveva messo in guardia Joe sul pericolo di una possibile chiusura della fabbrica, sottolineando che alla dirigente interessava solo il guadagno e non le vite dei lavoratori. La previsione si era rivelata esatta: qualche giorno dopo gli operai avevano trovato la fabbrica chiusa ed erano stati licenziati, perdendo anche l'assicurazione sanitaria, che a Joe serviva per pagare le cure al padre malato. Joe si era messo alla ricerca di un nuovo lavoro ma una sera, alla TV, aveva sentito una pubblicità motivazionale di Bobby Sheridan, che lo aveva convinto a partecipare allo sfogo. Dopo aver messo in moto il furgone, sul rilevatore GPS di Joe appare la persona di cui si sta mettendo alla ricerca: si tratta di Jane.
Jane ha raggiunto casa di David e riesce finalmente a incontrare il suo capo, che si scusa per averla fatta lavorare la notte dello sfogo e per non aver risposto a tutte le sue telefonate. Jane gli confida di aver ingaggiato una persona per ucciderlo, ma David appare molto tranquillo, sostenendo che la casa è molto ben protetta e che non corrono alcun pericolo; Jane gli propone comunque di aspettare insieme Bracka, in modo da dissuaderla dall'ucciderlo. Con la scusa di mostrarle alcuni pezzi della sua collezione di arte, David vorrebbe portare Jane al piano inferiore, ma questa intuisce che ci sia qualcosa che non va e cerca di scappare; entra quindi in una stanza dove trova il cadavere di Bracka. David la raggiunge insieme a due guardie del corpo e la obbliga a scendere al piano inferiore: Jane si ritrova in un festino in cui diverse donne sono legate alle pareti come fossero opere d'arte, e ai partecipanti, tra cui è presente anche la collega Anja, è concesso guardarle e toccarle liberamente. Jane viene quindi presa e immobilizzata dalle due guardie del corpo.
Jenna e Rick, fuggiti dalla festa degli Stanton, riescono a raggiungere la loro casa senza essere feriti. Una volta al sicuro, litigano su quanto successo durante la serata: Rick rinfaccia alla moglie di aver cercato di salvare Lila prima di lui e di non aver capito che la sua compiacenza nei confronti dei padroni di casa era finalizzata soltanto a ottenere il finanziamento, mentre la moglie afferma di non riconoscere più il marito, che sembra voler entrare nell'alta società come riscatto verso la sua vita passata, al punto da essere indeciso sull'uccidere o meno una persona indifesa. Dopo una lunga discussione, Jenna, in un momento di solitudine, chiama Lila al telefono: risponde un miliziano che le comunica la morte dell'amante. Jenna, dopo aver informato Rick della fine di Lila, si riappacifica con lui, ma qualcuno suona alla porta: dalle telecamere esterne i due vedono che si tratta proprio di Lila, che è riuscita a salvarsi.
Henry ha comprato Miguel, e lo lega a un palo di fronte alla sorella. Prima di procedere con le torture, Henry comunica ai due che intende vendicarsi con Miguel per la perdita dell'occhio, ma che ucciderà prima Penelope e obbligherà Miguel a guardare. Ciascuno dei due cerca di dissuaderlo dall'uccidere l'altro senza successo, finché Henry, avvicinatosi a Miguel viene messo al tappeto con una testata. Approfittando del momento, Miguel riesce ad abbattere il palo a cui è legato e a sottrarre a Henry le chiavi delle manette, da cui si libera, e che usa per finire il ragazzo, strangolandolo. Penelope, liberata da Miguel, si camuffa con gli abiti di Henry e i due cercano un modo per scappare dalla Fiera. Inizialmente provano a mischiarsi con i partecipanti, ma un'altra appartenente al culto di Penelope la riconosce, causandone la fuga. Dopo essere stati individuati da Rex, Miguel riesce a creare un diversivo spargendo del gas fumogeno e facendo crollare il tendone della Fiera: approfittando della confusione, lui e Penelope salgono su un carretto con cui vengono trasportati i cadaveri e si nascondono tra i corpi.

## Dolce, oscuro e profondo
- Titolo originale: Lovely Dark and Deep
- Diretto da: Tara Nicole Weyr
- Scritto da: James DeMonaco (storia); Mick Betancourt e Krystal Houghton Ziv (sceneggiatura)

### Trama
Jane viene legata alla parete come le altre donne presenti. Durante la serata subisce diverse molestie fisiche e verbali dal suo capo e dagli altri partecipanti alla festa. Nello stesso tempo ha dei flashback in cui ricorda di come la madre abbia provato a convincerla a utilizzare anche il suo fisico, e non solo il suo cervello, per ottenere ciò che voleva e avere successo nella vita, in particolare obbligandola a partecipare a dei concorsi di bellezza che le avrebbero portato una borsa di studio, e cercando di farle indossare vestiti più provocanti per un colloquio di lavoro. In un momento di tranquillità riesce a parlare con Anja, che le rivela di aver subito la stessa sorte in passato e che, proprio grazie a quello, ha ottenuto diversi privilegi in azienda. Jane le consegna il biglietto da visita delle protettrici, implorandola di chiamarle. A un certo punto, Joe, sempre indossando la sua maschera di metallo, fa il suo arrivo alla festa, uccide alcuni partecipanti e libera Jane; questa, prima di seguirlo, libera le altre donne prigioniere con l'aiuto di Anja e, infine, uccide David. Una volta salita sul furgone di Joe, Jane gli chiede dove siano diretti e lui le risponde che la sta portando al sicuro. Mentre i due vanno via, incrociano il camper delle Protettrici che si ferma di fronte a casa di David.
Rick e Jenna decidono di far entrare in casa Lila, nonostante questa sia inseguita da uno dei partecipanti allo sfogo. Lila resiste all'aggressione e riesce a rifugiarsi nella casa degli amici, ma nessuno si accorge che, approfittando del momento in cui le protezioni non erano attive, si è introdotta in casa anche un'altra persona. Lila viene medicata e accompagnata a letto da Jenna e Rick, che poi discutono sulla veridicità della storia raccontata dalla ragazza. La discussione è interrotta dal loro vicino di casa Ross, che si era introdotto in casa poco prima, deciso a ucciderli in seguito ad alcuni banali screzi tra vicini. I due provano a convincere Ross a lasciar perdere e in seguito cercano di scappare, ma è solo grazie all'intervento di Lila, che uccide Ross, che i due riescono a salvarsi. Dopo aver messo nuovamente la casa in sicurezza, Lila chiarisce la sua versione: inizialmente si era nascosta in una biblioteca segreta presente nella sua stanza, mentre in seguito era riuscita a scappare grazie al sacrifico del padre, che aveva attirato tutta l'attenzione dei miliziani su di sé. Lila si commisera di non aver mai fatto nulla per la sua famiglia, mentre il padre, che odiava, ha dato la vita per lei. Rick e Jenna la confortano e i tre si addormentano sul divano, guardando la TV.
Miguel e Penelope riescono finalmente a scappare dalla Fiera del Massacro. Una volta usciti in strada, decidono di attraversare un bosco per raggiungere il locale di Pete lo Sbirro, ma lungo la strada sono costretti a evitare alcuni dei partecipanti allo sfogo. Una volta arrivati nel bosco, i due hanno una lite e Penelope rinfaccia al fratello di averla salvata senza che lei lo avesse chiesto, dato che aveva realmente intenzione di sacrificarsi seguendo il messaggio del suo culto, per poter raggiungere i suoi genitori. Il fratello si scusa, ma le ricorda che aveva promesso al loro padre di proteggerla prima che morisse. I due si riappacificano e proseguono, ma Penelope cade in una trappola; Miguel riesce a liberarla poco prima che alcuni uomini armati di fucili li raggiungano e i due riescono a uscire dal bosco, diretti verso il locale di Pete.

## Il tempo dell'offerta è arrivato
- Titolo originale: The Giving Time Is Here
- Diretto da: Michael Nankin
- Scritto da: Thomas Kelly

### Trama
Miguel e Penelope arrivano al locale di Pete lo Sbirro, dove sono presenti molti dei partecipanti allo sfogo visti nel corso della notte, tra cui anche Joe, che scambia qualche parola con Miguel e gli dice di star portando a termine una faccenda personale. Uno degli avventori, notando la tunica blu di Penelope e riconoscendo la sua appartenenza al culto, le propone di uscire in strada per sacrificarla, lei si rifiuta e ne nasce un diverbio a cui si unisce Miguel. Pete interviene per sedare la lite, dopodiché spiega a Penelope la vera natura di Tavis: non è una benefattrice che crede davvero nel culto, ma semplicemente una persona finanziata dai Nuovi Padri Fondatori per raccogliere le persone più deboli, sole e bisognose e farle eliminare durante lo sfogo, in modo che non pesino sulla società. Inizialmente Penelope non accetta la verità, ma Pete le dice che ha visto le prove durante il suo lavoro come poliziotto, prove che però sono state distrutte da altri colleghi, anch'essi al soldo dei Nuovi Padri Fondatori. Penelope, a quel punto, vorrebbe salvare gli altri ragazzi rimasti sullo scuolabus azzurro, e prova a convincere Miguel ad aiutarla. Nel mentre, lo stesso avventore che l'aveva approcciata poco prima, aggredisce Pete con una pistola di plastica, quindi non rilevata dai metal detector, ma viene fermato all'ultimo da Miguel. Approfittando della confusione, Penelope chiama Tavis chiedendole di raggiungerla ed esce dal locale. Una volta trovato lo scuolabus, rinfaccia a Tavis tutto quello che ha scoperto su di lei, mentre la donna cerca di convincerla a tornare a far parte del culto. Interviene Joe, che uccide sia Tavis che l'autista, e porta Penelope sul suo furgone, nonostante lei voglia tornare all'interno del locale di Pete.
Rick, Jenna e Lila vengono svegliati da alcuni colpi di arma da fuoco; mentre Jenna è in bagno, Rick e Lila discutono del loro passato, poi Lila sale nella sua stanza e ripensa al suo ingresso nell'alta società, avvenuto a 18 anni, e di come inizialmente si fosse rifiutata di partecipare. Il padre era riuscito a convincerla e, come regalo di compleanno, le aveva dato la possibilità di uccidere un uomo inerme, cosa che lei aveva fatto dopo qualche momento di esitazione. Lila parla quindi con Jenna, cercando di convincerla a lasciare Rick, ma la donna chiude definitivamente la loro relazione; a Rick, Lila propone di mantenere valido il contratto chiuso la stessa notte con il padre, essendo lei l'unica erede, ma lui rifiuta, dicendo che la decisione sarà presa anche da sua moglie. Lila e Rick scendono al piano di sotto per controllare alcuni rumori e scoprono che si tratta della moglie di Ross, alla ricerca del marito, che sta bussando insistentemente alla loro porta. Tramite l'interfono le raccontano quanto è successo quella notte, e poi assistono alla sua morte per mano di uno dei partecipanti allo sfogo. Approfittando del momento di solitudine, Lila propone a Rick diversi milioni di dollari per sparire e lasciarla sola con Jenna, ma, al rifiuto dell'uomo, lo insulta dicendogli che sia lei che suo padre lo hanno sempre considerato spazzatura a causa delle sue origini, e che non potrà mai fare parte dell'alta società. Rick sta per aggredire Lila, ma si ferma e lascia la stanza. Lila lo insegue e lo aggredisce prima con una mazza e poi con la pistola lasciata dal vicino Ross all'interno della casa. Sopraggiunge anche Jenna, che cerca di convincere Lila a lasciare andare il marito; avendo capito che Lila è intenzionata a sparare per poter vivere la loro relazione senza ostacoli, Jenna la uccide con il pugnale sottratto da Rick alla festa. Poco dopo, le difese della casa vengono disattivate dall'esterno: è Joe, che ammanetta Rick e Jenna e li conduce sul suo furgone, dove sono presenti anche Jane, Penelope, e le altre persone che aveva aiutato durante la notte, che in realtà sono suoi prigionieri.

## Io parteciperò
- Titolo originale: I Will Participate
- Diretto da: Ernest Dickerson
- Scritto da: Nick Snyder

### Trama
Miguel e Pete conducono i ragazzi del culto al sicuro all'interno del locale, poi esaminano i video di sorveglianza e, tramite la targa del furgone, risalgono all'indirizzo di Joe. I due si dirigono lì con la speranza di salvare Penelope, ma sono costretti a fermarsi a un posto di blocco fatto da un gruppo di donne con costumi sgargianti. Dopo che Pete ha rivelato chi è e ha nominato il "Blue Friday", i due vengono lasciati passare, così Pete racconta a Miguel del perché lui sia considerato un'istituzione durante lo sfogo: anni prima, quando era ancora un poliziotto, si era opposto al fatto che i suoi colleghi usassero la notte dello sfogo per vendicarsi dei criminali, guadagnandosi il rispetto di questi ultimi. Pete e Miguel arrivano a casa di Joe, che però ha piazzato delle trappole all'ingresso con dell'esplosivo: Miguel riesce a disinnescare una delle bombe e i due entrano. Scoprono quindi che Joe aveva pianificato questa notte per mesi, utilizzando uno spray militare per marcare le sue vittime e riuscire a seguirne la traccia, così da poterle raggiungere e catturare. In una stanza trovano l'anziano padre di Joe, ormai moribondo, che si dice orgoglioso del progetto che il figlio ha per quella notte, ma si lascia scappare un indizio su dove lo stesso ha portato i suoi prigionieri. Usciti da casa di Joe, Pete e Miguel vengono attaccati da Rex e dalle guardie della Fiera del Massacro, che fanno saltare la loro macchina con una granata.
Joe ha portato i suoi prigionieri nella sua vecchia scuola superiore, ormai chiusa e abbandonata, e li ha rinchiusi in una gabbia piazzata sul palco dell'aula magna. Qui, Joe comunica a tutti le sue intenzioni: durante la notte ha catturato tutte le persone che ritiene gli abbiano fatto un torto e intende sottoporle a processo, ascoltare la loro confessione e, in base a questa, decidere se giustiziarle o lasciarle andare. Il primo è Charlie, il senzatetto salvato poche ore prima da Joe, che alle superiori lo sottometteva ad atti di bullismo, obbligandolo a svolgere i suoi compiti e impedendogli di andare in bagno; una volta lo aveva umiliato davanti a tutta la scuola attirando l'attenzione sul fatto che Joe si era urinato nei pantaloni. Charlie si scusa, motivando il suo comportamento con la sua difficile situazione familiare, ma, seppur inizialmente sembra aver ottenuto il perdono di Joe, questo lo uccide fingendo di abbracciarlo. Viene il turno di Eileen, la dirigente della fabbrica dove Joe lavorava, che aveva dovuto comunicare a lui e agli altri operai della chiusura dello stabilimento, pur non avendo avuto potere decisionale in merito. Eileen tenta la fuga, ma viene uccisa da una trappola piazzate da Joe in una delle porte dell'aula magna. La terza è Jane: la sua colpa è quella di aver umiliato Joe durante il loro primo appuntamento, andandosene senza avvisarlo e pagando il conto per entrambi, dopo che lui aveva fatto allusioni e commenti razzisti e sessisti nei suoi confronti. Jane si rifiuta di scusarsi, anzi fa un discorso a Joe su come lo sfogo non lo aiuterà a sentirsi migliore, esattamente come accaduto a lei, che si vergogna di aver ucciso il suo capo poche ore prima e aver rinunciato ai suoi principi morali in un momento di rabbia. Penelope interviene dicendo che, a differenza di tutti gli altri, lei non conosce Joe. Questo la rimprovera dicendo che lei incarna tutto ciò che c'è di sbagliato nella gioventù di oggi, semplicemente perché, qualche giorno prima, lei non lo aveva ringraziato quando lui le aveva tenuto aperta la porta di un negozio. Approfittando della situazione, Jane riesce a disarmare Joe e tenta la fuga, ma questo riesce a sopraffarla e a ucciderla strozzandola.

## Una nazione risorta
- Titolo originale: A Nation Reborn
- Diretto da: Ernest Dickerson
- Scritto da: James DeMonaco (storia); Nick Snyder e Jeremy Robbins (sceneggiatura)

### Trama
Miguel e Pete sono sopravvissuti all'attacco di Rex e, approfittando del fatto che il gruppo si è diviso, riescono a uccidere due guardie e ad appropriarsi delle loro armi. I due proseguono poi a piedi verso la scuola di Joe, seguiti da Rex e dalle guardie restanti, che hanno trovato una traccia lasciata da Pete. Una volta arrivati alla scuola, Miguel e Pete scoprono che Joe ha bloccato tutti gli ingressi con delle cariche esplosive, per cui è impossibile entrare. Accortisi dell'arrivo di Rex e delle guardie, i due escogitano un piano: riescono a staccare una delle cariche esplosive e a piazzarla vicino a un muro, dove poi attirano Rex e il suo gruppo. Pete esce allo scoperto per proporre la possibilità di un resa ma, durante il dialogo, Rex cade nella trappola e fa saltare la carica esplosiva, che uccide lui e le guardie e apre un buco nel muro, da cui Pete e Miguel riescono a entrare nella scuola. Una delle guardie, però, è riuscita a salvarsi dall'esplosione.
Per evitare ulteriori problemi, dato che mancano pochi minuti alla fine dello sfogo, Joe lega tutti i restanti prigionieri e procede a mettere sotto processo i coniugi Betancourt: Rick è colpevole di essersi mostrato gentile e amichevole con lui durante la firma di un contratto di lavoro, per poi essersi rifiutato di pagarlo dopo che Joe aveva installato dei sistemi di sicurezza anti-sfogo in uno dei loro edifici, cosa che aveva portato al fallimento della sua nuova attività lavorativa. Rick si era giustificato dicendo che il lavoro svolto da Joe era inadeguato, dato che nessuno dei sistemi installati aveva passato un'ispezione, ma si era rifiutato di permettere a Joe di controllare se ci fosse un problema e di provare a risolverlo. Inizialmente Rick sostiene di aver pagato il debito ma poi, anche incalzato da Jenna che lo invita a non mentirle durante i loro ultimi momenti, confessa di aver sfruttato un cavillo legale presente nel contratto per non pagare Joe, dato che in quel periodo la loro azienda aveva perso alcuni fondi. Nel mentre Penelope, con l'aiuto di Paige, un'infermiera che aveva smesso di fornire assistenza al padre di Joe dopo che questo aveva perso l'assicurazione sanitaria, cerca di liberarsi utilizzando una vite lunga e appuntita che Joe, durante il montaggio della gabbia, aveva lasciato allentata in un momento di distrazione. Intanto Joe, dal momento che Jenna era all'oscuro di quello che aveva fatto il marito, le propone di ucciderlo al suo posto: in cambio, avrà salva la vita. Jenna, dopo molta esitazione, preme il grilletto della pistola che le ha dato Joe, scoprendo che è scarica. In quel momento, Penelope attira l'attenzione di Joe: ha finto di prendere in ostaggio Paige e afferma di avere il diritto di purificarla, minacciandola con la vite con cui si era liberata. Joe, vedendo sfumare il suo piano, entra nella gabbia, ma viene aggredito da entrambe e viene pugnalato a un occhio da Penelope, che scappa insieme agli altri.
Durante la fuga, Rick e Jenna incontrano Pete e Miguel, a cui confermano che Penelope si trova all'interno della scuola. Arriva la guardia sopravvissuta all'esplosione, che ha seguito Pete e Miguel: ne nasce uno scontro a fuoco in cui Pete viene ferito, mentre Rick rimane ucciso. Intanto Penelope, rimasta sola dopo che Paige ha trovato la morte in una delle trappole esplosive di Joe, si rifugia nella piscina della scuola e viene raggiunta e catturata da Joe appena prima che riesca a uscire. Joe intende purificarla, ma lei riesce a prendere tempo citando i discorsi motivazionali che Joe ha ascoltato per tutta la notte, e che anche lei era obbligata ad ascoltare durante la sua permanenza nel culto. Arriva Miguel, che riesce a disarmare Joe; durante la lotta tra i due, suonano le sirene che segnano la fine dello sfogo. Joe quindi si calma e si comporta come se nulla fosse successo, restituendo la pistola a Miguel e dando appuntamento a lui e alla sorella all'anno successivo, quando proverà a catturarli di nuovo. Miguel, per tutta risposta, lo uccide, nonostante le sue rimostranze sul fatto che stia commettendo un omicidio al di fuori dei limiti di legge. Miguel e Penelope riescono a uscire dalla scuola e a ricongiungersi con Jenna e Pete. Quest'ultimo conferma a Miguel di aver sentito gli ultimi spari appena prima del suono delle sirene, coprendo quindi l'omicidio commesso dall'amico.
Un anno dopo, appena prima dell'inizio dello sfogo, Penelope e Miguel si ritrovano alla Cantina di Pete. Penelope approfitta dell'assenza di leggi per ordinare un alcolico nonostante non abbia ancora compiuto i 21 anni. Dopo il brindisi, lei e Miguel escono per le strade per difendere le persone più deboli e prestare i primi soccorsi ai feriti. Jenna, invece, si è trasferita a Parigi con la figlia neonata e apprende dal telegiornale che anche l'Unione Europea sta valutando di organizzare lo sfogo, sull'esempio di quanto sta succedendo negli Stati Uniti.